# 臼井志保
臼井 志保（うすい しほ、1983年6月2日 - ）は、日本の女優。愛知県名古屋市出身。所属事務所は劇団ひまわり。身長159cm, 体重53kg。

## 来歴・人物
特技はジャズダンス、名古屋弁、剣道、バドミントン。
好きな動物は猫。
以前は女優業の傍ら、東京・自由が丘で猫カフェ「ほっと」の店長も務めていたが、後に閉店。2021年現在、その猫カフェにいた猫3匹は、本人の自宅で飼われている。

## 出演作品
テレビドラマ
- キッズ・ウォー4（CBC, 2002年9月30日 - 11月22日）- 永井 益美 役
- ことぶきウォーズ（CBC, 2004年10月4日 - 12月3日）
- 山田太郎ものがたり 第2話（TBS, 2007年7月13日）
- 篤姫 第1話（NHK, 2008年1月6日）
- 安宅家の人々（THK, 2008年1月7日 - 3月28日）
- 名古屋嬢の恋 第2話（THK, 2008年9月1日）

映画
- おかえり、はやぶさ（監督: 本木克英, 2012年3月10日公開）- 泰 千晶 役
- 世界から猫が消えたなら（監督: 永井聡, 2016年5月14日公開）

舞台
- 北島三郎公演

テレビCM
- P&G　レノア超消臭「部屋干し目隠し調査」篇[2]

その他テレビ番組
- 踊る!さんま御殿!! 再現VTR（NTV,2021年5月18日[2], 6月1日[4]放送分）
- ダウンタウンのガキの使いやあらへんで! 見取り図リリー七変化（NTV,2023年12月10日）[5]